# Боратин (Золочівський район)
Бора́тин — село в Україні, у Бродівській міській громаді Золочівського району Львівської області. Населення становить 433 особи.

## Населення
У 1881 році чисельність населення становила 1210 осіб, з них: 55 поляків, 1130 (українців та 25 юдеїв.
Станом на 1989 рік у селі мешкало 574 особи — 251 чоловік і 323 жінки.
За даними всеукраїнського перепису населення 2001 року, населення становило 513 осіб, у 2005 році — 501 особа, у 2022 році — 433 особи.
Мова
Розподіл населення за рідною мовою за даними перепису 2001 року був наступним:
| українська | 509 | 99,22 |
| російська  | 4   | 0,78  |

## Географія
Село розташоване у Золочівському районі, північніше райцентру, посеред лісу на річкою Іква, яка має тут своє джерело. Відстань до райцентру становить 34 км, що проходить автошляхом місцевого значення. Відстань до найближчих залізничних станцій — Броди та Пониковиця становить 14 км.

### Клімат
Клімат атлантично-континентальний, характеризується високою вологістю, м'якими зимами з частими потеплінням, помірно теплим незасушливим літом. Він формується переважно під впливом Атлантичного океану (що виявляється у значній кількості опадів та швидкій зміні погоди), а також континентальних повітряних мас.
Найхолодніше в січні, найтепліше в липні. Середня температура повітря взимку −4,8º С, влітку +22,8º С; мінімальна температура повітря опускається не нижче −27º С, а максимальна не перевищує +32º С.
У середньому щороку випадає 637 мм опадів. Переважають західні і південно-західні вітри. Найбільша швидкість вітру спостерігається взимку 3,6-3,8 м/с, навесні і в осені 3,0—3,4 м/с. Літо м'яке з частими грозами, зима холодна.
| Клімат Боратина         | Клімат Боратина | Клімат Боратина | Клімат Боратина | Клімат Боратина | Клімат Боратина | Клімат Боратина | Клімат Боратина | Клімат Боратина | Клімат Боратина | Клімат Боратина | Клімат Боратина | Клімат Боратина | Клімат Боратина |
| Показник                | Січ.            | Лют.            | Бер.            | Квіт.           | Трав.           | Черв.           | Лип.            | Серп.           | Вер.            | Жовт.           | Лист.           | Груд.           | Рік             |
| Середній максимум, °C   | −2,3            | −1,1            | 3,6             | 11,9            | 18,1            | 21,5            | 22,8            | 22,1            | 17,7            | 11,7            | 4,7             | −0,1            | 10,9            |
| Середня температура, °C | −5,2            | −4              | 0,1             | 7,2             | 12,8            | 16,2            | 17,6            | 16,7            | 12,7            | 7,4             | 2,0             | −2,6            | 6,7             |
| Середній мінімум, °C    | −8              | −6,8            | −3,4            | 2,5             | 7,6             | 11,0            | 12,4            | 11,4            | 7,8             | 3,2             | −0,7            | −5              | 2,7             |
| Норма опадів, мм        | 33              | 32              | 32              | 47              | 72              | 85              | 92              | 69              | 58              | 39              | 38              | 40              | 637             |
| ----------------------- | --------------- | --------------- | --------------- | --------------- | --------------- | --------------- | --------------- | --------------- | --------------- | --------------- | --------------- | --------------- | --------------- |
| Джерело:                |                 |                 |                 |                 |                 |                 |                 |                 |                 |                 |                 |                 |                 |

## Історія
У «Шематизмі» 1832 року знаходимо наступну інформацію, стосовно Боратина. Вже на той час в селі існувала дерев'яна церква Чесного Хреста (мабуть це попередниця нинішньої). Власником села був Юзеф Ковнацький. Парохом села від 1780 року був о. Стефан Гаванський. Чисельність греко-католицької парафії складала 710 осіб. При церкві існувала парафіяльна школа.
У «Географічному словнику Королівства Польського та інших слов'янських теренів», виданому у 1881 році у Варшаві, подається інформація, що «Боратин — село Бродівського повіту, яке розташоване на південь від Бродів на відстані 13 км; великі наділи орної землі займають територію у 67, луки та сади — 10, пасовища — 36, ліси — 1502; малі наділи орної землі — 1255, луки та сади — 540, пасовиська — 89; ліси — 13 австрійських моргів. Чисельність населення — 1210 осіб, з них: 55 римо-католиків, 1130 (греко-католиків та 25 юдеїв. Римо-католицька громада села належить до відповідної парафії у Поникві, греко-католицька парафія Чесного Хреста знаходиться у селі. В тому селі діє кредитна каса з фондом обігових коштів в сумі 240 злотих австрійських. Власником села графиня Ольга Борковська».
У 1910 році власницею села залишалася Ольга Борковська-Бохенська, а парохом села був о. Леонард Куницький. Також тут існувала однокласна парафіяльна школа з руською (українською) мовою викладання.
У 1918—1940 роках село належало до Бродівського повіту Тернопільського воєводства, у 1940—2020 роках (з перервою на час німецької окупації 1941—1944 років) — до Бродівського району Львівської області.
12 червня 2020 року, відповідно до розпорядження Кабінету Міністрів України № 718-р «Про визначення адміністративних центрів та затвердження територій територіальних громад Львівської області», село увійшло до складу Бродівської міської громади.
19 липня 2020 року, в результаті адміністративно-територіальної реформи та ліквідації Бродівського району, село увійшло до складу новоствореного Золочівського району.

### Закінчення війни та діяльність УПА (1944—1953)
10 березня 1945 року поблизу с. Боратин відбувся бій між підвідділом командира Д. та підрозділом НКВС, що облаштовували у селі станицю винищувального батальйону. Під час боєзіткнення знищено п'ятьох «стрибків», у тому числі й начальника винищувального батальйону та уповноваженого Підкамінського районного відділу НКВС. Здобуто два автомати, три кріси, одяг та різне начиння.
У листопаді 1943 році в боратинському лісі Григорій Котельницький («Шугай») організував вишкіл бійців УПА.

## Освіта
У селі діє Боратинський заклад загальної середньої освіти І—II ступенів (директор — Швалюк Ігор Євгенович) з дошкільним підрозділом (завідувачка — Верхівська Марія Федорівна) Бродівської міської ради Львівської області.

## Спорт
В селі є власна футбольна команда ФСК «Боратин», яка виступає у вищій лізі чемпіонату Бродівського району з футболу, для проведення домашніх матчів використовує місцевий стадіон «Бора».

## Пам'ятки

### Храм Святого Юрія Переможця
Дерев'яний храм Святого Юрія Переможця був збудований у 1898 році та внесений до Реєстру пам'яток архітектури місцевого значення під охоронним № 1553-м.
Під час перебування УГКЦ в підпіллі храм був певний час закритий, а мешканці села відвідували богослужіння у Поникві.
Під час виходу з підпілля існував конфлікт, через який парафія була поділена на дві громади: УПЦ КП та УГКЦ. У часи незалежності України богослужіння здійснювали: о. Ярослав Царик, о. Іван Вихор, о. Петро Чаплю, о. Ігор Балук, а від грудня 1999 року вірними опікується о. Мирон Боганюк.
Парафіяльна спільнота займається будівництвом нової плебанії. Ведуться реставраційні роботи у приміщенні церкви, а також з упорядкування території навколо неї.
У 1999 році святкування 100-ліття храму відбулося за участі правлячого архієрея Сокальсько-Жовківської єпархії владики Михайла Колтуна. Греко-католицька громада села належить до Бродівського деканату Сокальсько-Жовківської єпархії УГКЦ.
Громада села ПЦУ Святого Великомученика Юрія, яка належить до Бродівського благочиння Львівсько-Сокальської єпархії ПЦУ також користується цим храмом. Богослужіння в храмі здійснює о. Петро Гоза.

## Галерея

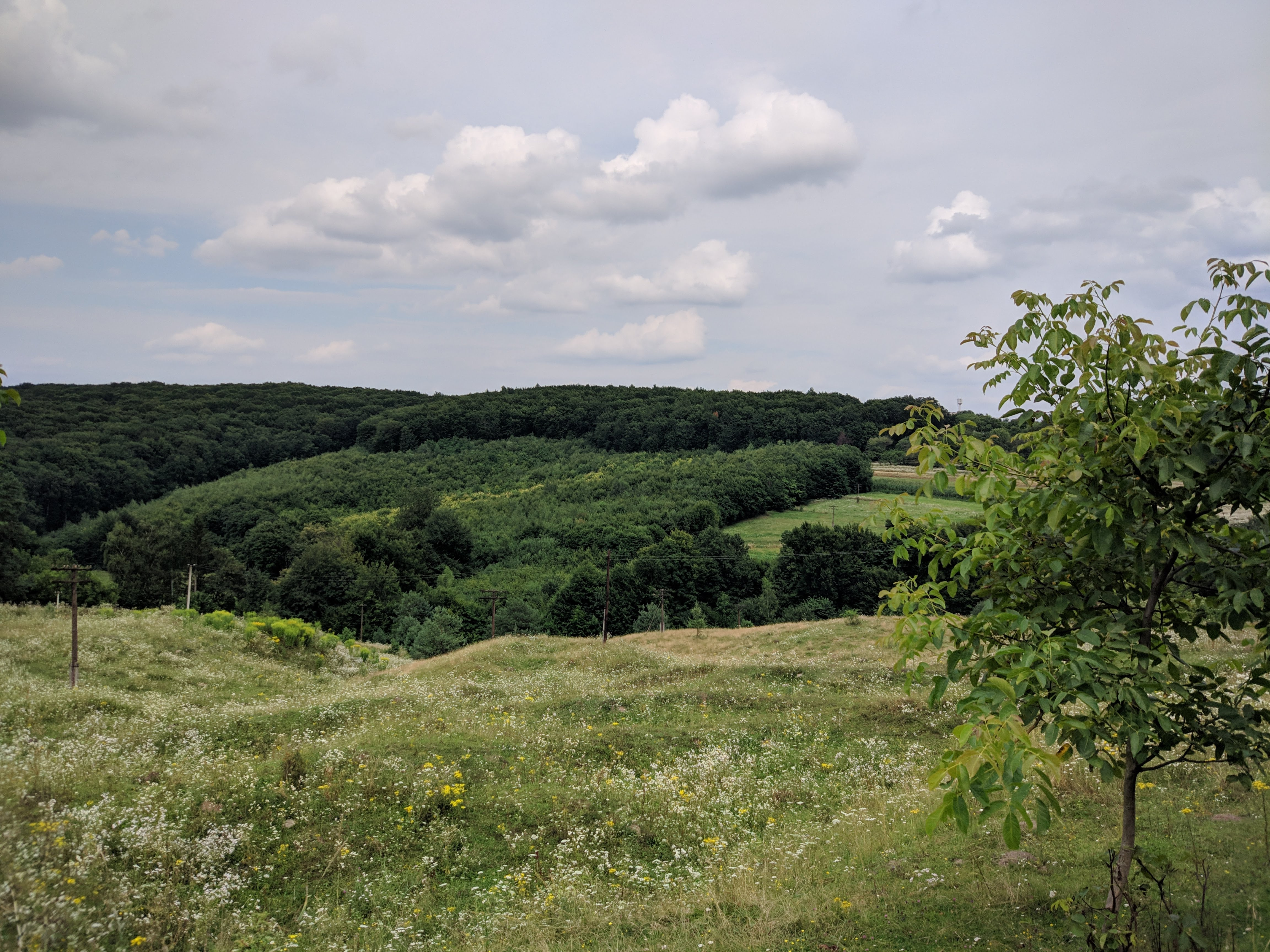
Боратинські пагорби
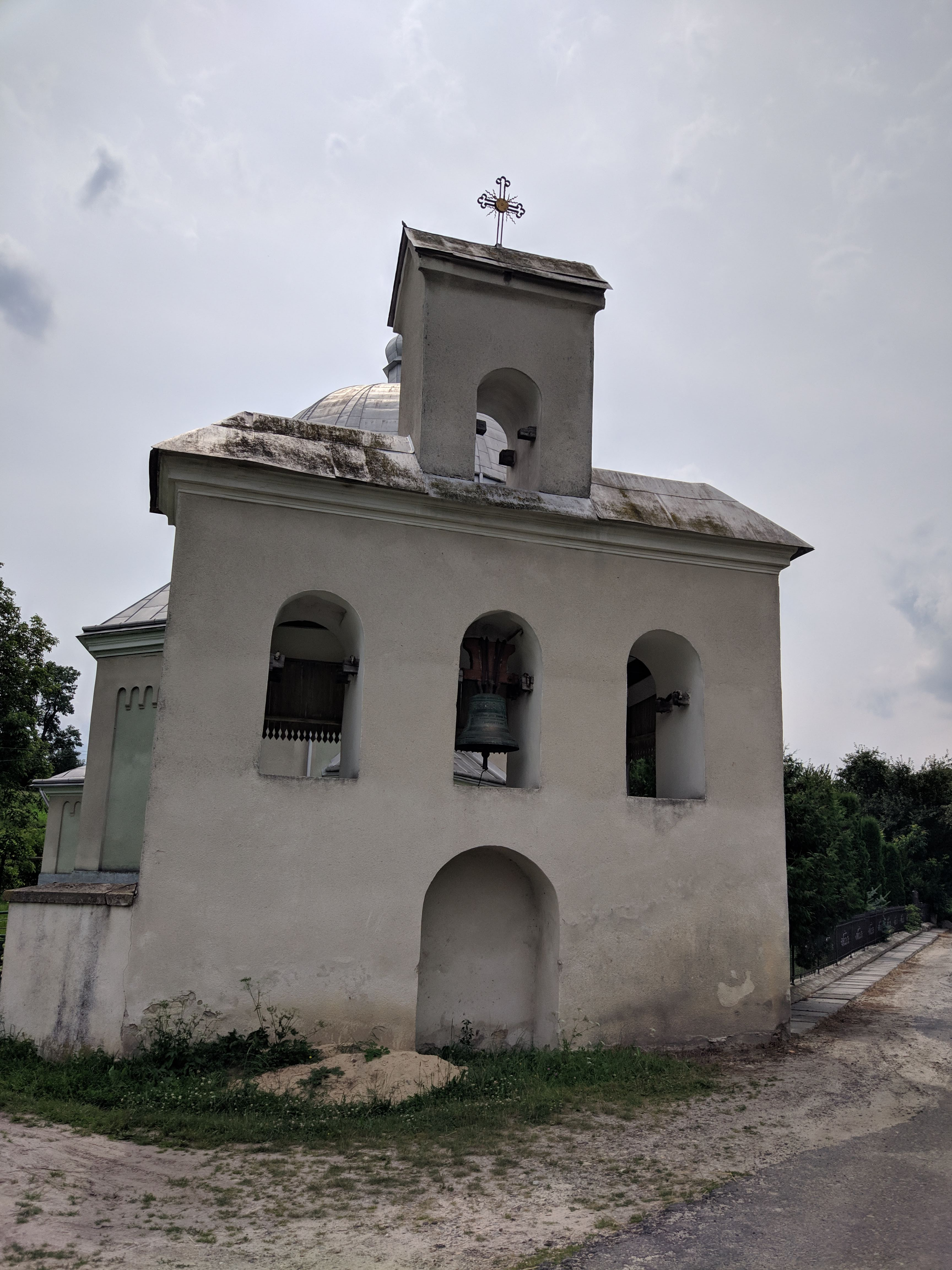
Дзвіниця
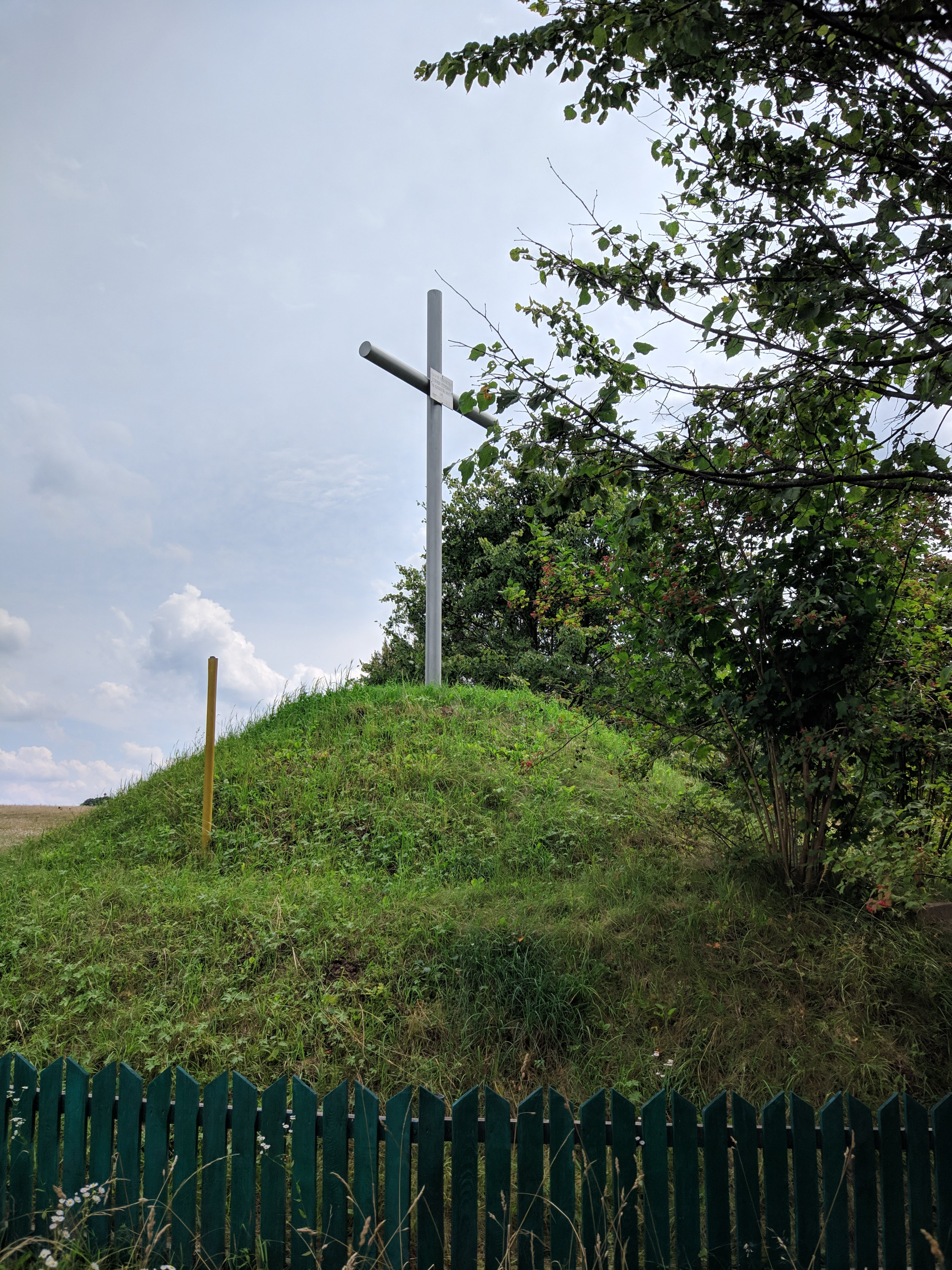
Символічна могила-курган «Борцям за волю України»

## Відомі люди
- Микола Кузнецов — російський радянський диверсант-розвідник[24], загинув в Боратині під час боєзіткнення з чотою (підрозділом УПА) «Гуцулка» сотні «Чорногори» з куреня «Шугая».

## Політика
На виборах у селі Боратин працює окрема виборча дільниця, розташована в приміщенні школи. Результати виборів:
- Вибори Президента України 2004 (перший тур): зареєстровано 404 виборці, явка 87,38 %, з них за Віктора Ющенка — 93,20 %, за Віктора Януковича — 2,83 %, за Олександра Мороза — 1,13 %[25].
- Вибори Президента України 2004 (другий тур): зареєстровано 404 виборці, явка 86,63 %, з них за Віктора Ющенка — 97,14%, за Віктора Януковича — 2,00%[25].
- Вибори Президента України 2004 (третій тур): зареєстровано 404 виборці, явка 94,06 %, з них за Віктора Ющенка — 98,42%, за Віктора Януковича — 1,05%[25].
- Парламентські вибори 2006: зареєстровано 408 виборців, явка 81,86 %, найбільше голосів віддано за Блок Юлії Тимошенко — 41,32 %, за Блок Наша Україна — 41,02 %, за Всеукраїнське об'єднання «Свобода» — 3,29 %[26].
- Парламентські вибори 2007: зареєстровано 407 виборців, явка 86,00 %, найбільше голосів віддано за Блок Юлії Тимошенко — 59,14 %, за блок Наша Україна — Народна самооборона — 26,00 %, за Всеукраїнське об'єднання «Свобода» — 6,29 %[27].
- Вибори Президента України 2010 (перший тур): зареєстровано 380 виборців, явка 81,84%, найбільше голосів віддано за Юлію Тимошенко — 45,66 %, за Віктора Ющенка — 18,33 %, за Арсенія Яценюка — 13,50 %[28].
- Вибори Президента України 2010 (другий тур): зареєстровано 380 виборців, явка 90,00 %, з них за Юлію Тимошенко — 86,84 %, за Віктора Януковича — 11,70 %[29].
- Парламентські вибори 2012: зареєстровано 353 виборці, явка 68,27%, найбільше голосів віддано за Всеукраїнське об'єднання «Свобода» — 41,08 %, за Всеукраїнське об'єднання «Батьківщина» — 33,20 % та УДАР — 11,62 %.[30] В одномандатному окрузі найбільше голосів отримала Ірина Сех (Всеукраїнське об'єднання «Свобода») — 79,35 %, за Михайла Коб'ялковського (Партія регіонів) — 6,88 %, за Івана Щепанкевича (УДАР) — 5,26%[31].
- Вибори Президента України 2014: зареєстровано 336 виборців, явка 75,89 %, з них за Петра Порошенка — 67,84 %, за Юлію Тимошенко — 18,43 %, за Олега Ляшка — 6,67 %[32].
- Парламентські вибори в Україні 2014: зареєстровано 336 виборців, явка 69,64%, найбільше голосів віддано за «Народний фронт» — 39,32 %, за Блок Петра Порошенка — 21,79 % та Радикальну партію — 10,26 %.[33] В одномандатному окрузі найбільше голосів отримав Михайло Бондар (Народний фронт) — 35,90 %, за Андрія Андрущенка (Радикальна Партія Олега Ляшка) проголосували 23,50 %, за Ірину Сех (Всеукраїнське об'єднання «Свобода») — 14,96 %[34].